# Metro w Marsylii

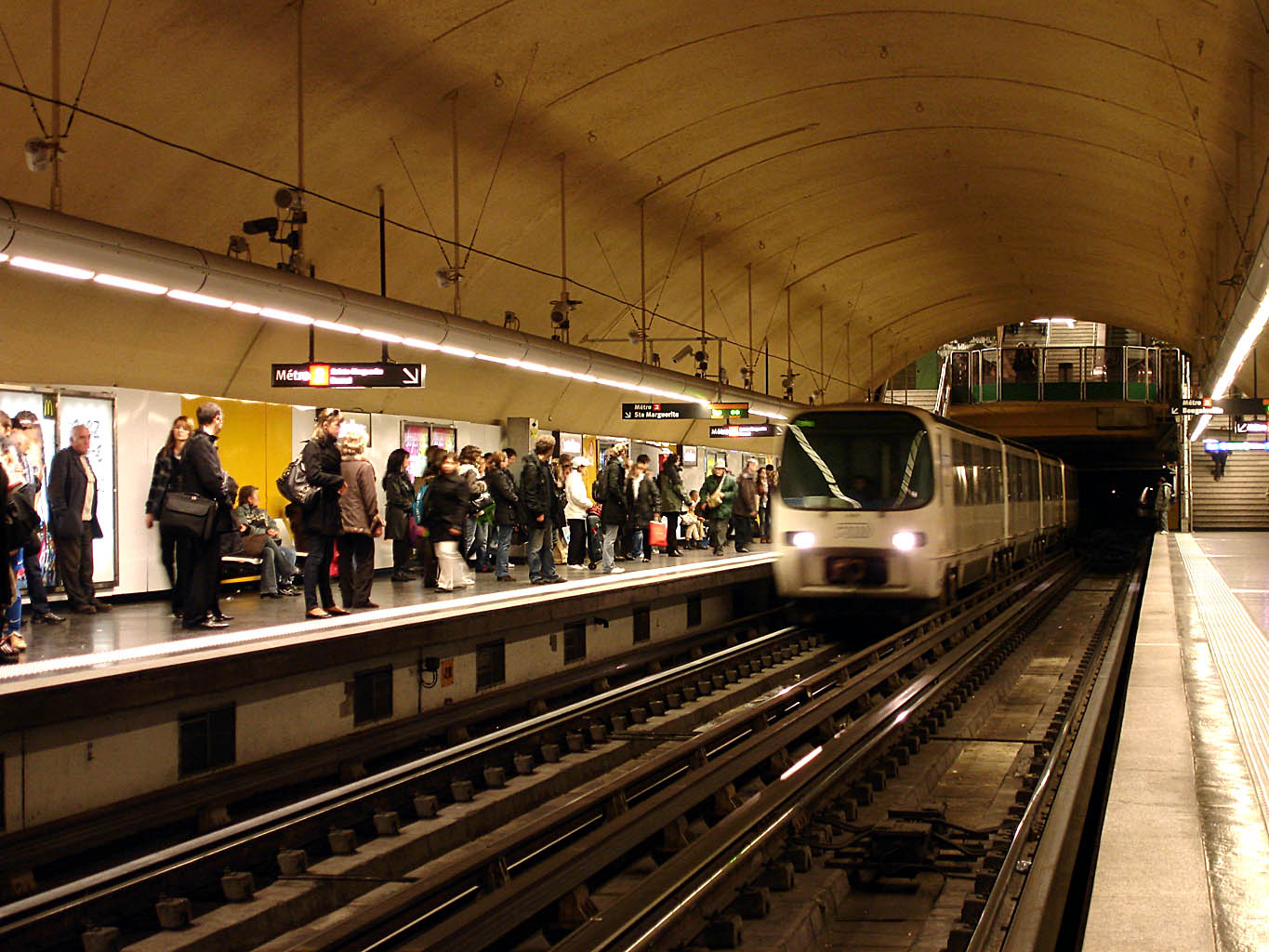
Stacja metra Castellane

Metro w Marsylii (fr. métro de Marseille) – system kolei podziemnej w Marsylii, uruchomiony w 1977 (drugie w historii metro we Francji, po paryskim z 1900). Obejmuje dwie linie o łącznej długości 21,8 km. W planach jest przedłużenie drugiej linii.
Linie krzyżują się w dwóch miejscach, stacjami przesiadkowymi są Gare St. Charles i Castellane. Stacja początkowa linii czerwonej - Ste. Marguerite-Dromel znajduje się nad powierzchnią ziemi, metro wjeżdża pod powierzchnię dopiero w okolicach Stade Vélodrome.
| Linia | Kolor na mapie | Otwarcie | Liczba stacji | Długość | Trasa |
| ----- | -------------- | -------- | ------------- | ------- | --- |
| M1    | niebieski      | 1977     | 17            | 12,9 km | La Fourragére - La Blancarde - Castellane - Vieux Port - St-Charles (Gare SNCF) - Longchamp - St Juste - La Rose       |
| M2    | czerwony       | 1984     | 12            | 8,9 km  | Bougainville - Joliette - St-Charles (Gare SNCF) - Castellane - Noailles - Rond-Point du Prado - Ste Marguerite Dromel |

## Zajezdnie
- Dépôt de La Rose, linie: M1
- Dépôt Zoccola, linie: M2